# Ерхан Каракуш
Ерхан Каракуш (тур. Erhan Karakuş; нар. 13 жовтня 1989, Сівас, провінція Сівас) — турецький борець греко-римського стилю, бронзовий призер Середземноморських ігор, бронзовий призер чемпіонату Європи серед юніорів..

## Життєпис
Боротьбою почав займатися з 2000 року.
Виступає за спортивний клуб «Казімпаша» Стамбул. Тренер — Ібрагім Їлдирим.
Має брата-близнюка Айхана Каракуша. Айхан теж борець греко-римського стилю, член збірної команди Туреччини, срібний призер Середземноморського чемпіонату, бронзовий призер чемпіонату світу серед студентів, бронзовий призер чемпіонату Європи серед юніорів, бронзовий призер Ігор ісламської солідарності, учасник Олімпійських ігор 2012 (16 місце), учасник чемпіонату світу 2011 року (26 місце).

## Спортивні результати на міжнародних змаганнях

### Виступи на Чемпіонатах світу
| Змагання                        | Збірна    | Вагова категорія                 | Місце |
| ------------------------------- | --------- | -------------------------------- | ----- |
| Чемпіонат світу з боротьби 2009 | Туреччина | греко-римська боротьба, до 55 кг | 5     |

### Виступи на Середземноморських іграх
| Змагання                    | Збірна    | Вагова категорія                 | Місце  |
| --------------------------- | --------- | -------------------------------- | ------ |
| Середземноморські ігри 2009 | Туреччина | греко-римська боротьба, до 55 кг | Бронза |

### Виступи на Кубках світу
| Змагання                    | Збірна    | Вагова категорія                 | Місце |
| --------------------------- | --------- | -------------------------------- | ----- |
| Кубок світу з боротьби 2010 | Туреччина | греко-римська боротьба, до 55 кг | 8     |

### Виступи на інших змаганнях
| Змагання                                                         | Збірна    | Вагова категорія                 | Місце  |
| ---------------------------------------------------------------- | --------- | -------------------------------- | ------ |
| Турнір Вехбі Емре 2010                                           | Туреччина | греко-римська боротьба, до 55 кг | 8      |
| Турнір Вехбі Емре 2011                                           | Туреччина | греко-римська боротьба, до 55 кг | 8      |
| Золотий Гран-прі з боротьби 2011 (Сомбатгей)                     | Туреччина | греко-римська боротьба, до 55 кг | 9      |
| Кубок Владислава Пітласинські 2011                               | Туреччина | греко-римська боротьба, до 55 кг | 16     |
| Турнір Дана Колова — Николи Петрова 2012                         | Туреччина | греко-римська боротьба, до 60 кг | 10     |
| Кубок Азовмаша 2012                                              | Туреччина | греко-римська боротьба, до 60 кг | Бронза |
| Турнір Вехбі Емре 2014                                           | Туреччина | греко-римська боротьба, до 59 кг | 9      |
| Турнір Вехбі Емре і Гаміта Каплана 2015                          | Туреччина | греко-римська боротьба, до 59 кг | 16     |
| Гран-прі Іспанії з боротьби 2015                                 | Туреччина | греко-римська боротьба, до 59 кг | 7      |
| Турнір Вехбі Емре і Гаміта Каплана 2016                          | Туреччина | греко-римська боротьба, до 59 кг | Бронза |
| Олімпійський кваліфікаційний турнір з боротьби 2016 (Улан-Батор) | Туреччина | греко-римська боротьба, до 59 кг | 17     |
| Гран-прі Загреба з боротьби 2018                                 | Туреччина | греко-римська боротьба, до 63 кг | 6      |
| Турнір Дана Колова — Николи Петрова 2018                         | Туреччина | греко-римська боротьба, до 63 кг | 12     |
| Турнір Г. Картозія і В. Балавадзе 2018                           | Туреччина | греко-римська боротьба, до 63 кг | 13     |
| Турнір Вехбі Емре і Гаміта Каплана 2019                          | Туреччина | греко-римська боротьба, до 63 кг | 8      |
| Гран-прі Угорщини з боротьби 2019                                | Туреччина | греко-римська боротьба, до 63 кг | 8      |
| Турнір Яшара Догу, Вехбі Емре і Гаміта Каплана 2024              | Туреччина | греко-римська боротьба, до 63 кг | 8      |

### Виступи на змаганнях молодших вікових груп
| Змагання                                       | Збірна    | Вагова категорія                 | Місце  |
| ---------------------------------------------- | --------- | -------------------------------- | ------ |
| Чемпіонат світу з боротьби серед юніорів 2007  | Туреччина | греко-римська боротьба, до 50 кг | 14     |
| Чемпіонат Європи з боротьби серед юніорів 2008 | Туреччина | греко-римська боротьба, до 50 кг | Бронза |
| Чемпіонат світу з боротьби серед юніорів 2009  | Туреччина | греко-римська боротьба, до 55 кг | 14     |